# RFK Racing
La Roush Fenway Racing o Roush Racing è una scuderia motoristica statunitense che gareggia nelle NASCAR dal 1988, vincitrice con i suoi piloti di due titoli nella Sprint Cup Series.

## Piloti Campioni

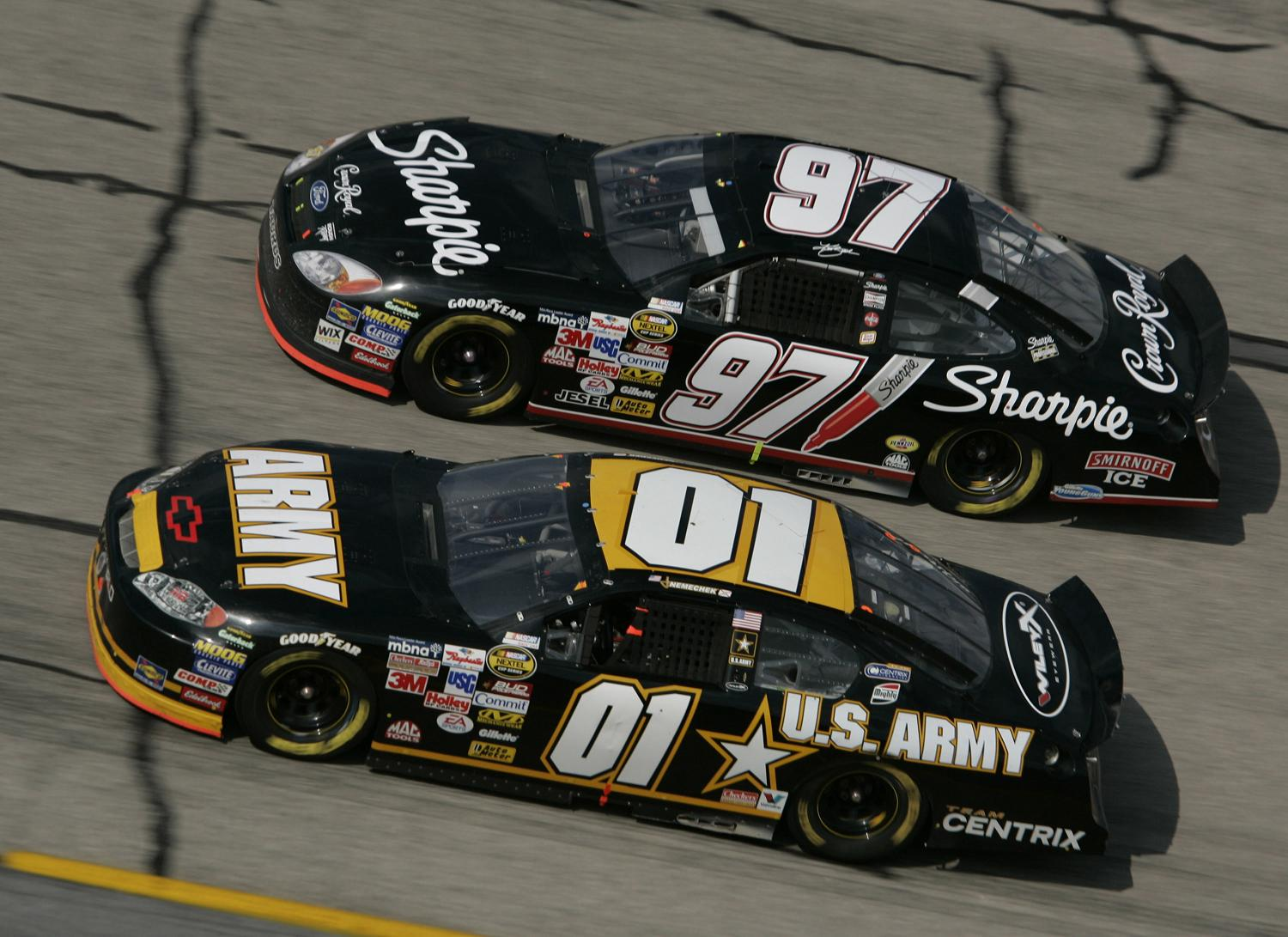
Le vetture #1 e #97 della Roush Racing nel 2005.

### Sprint Cup Series
- Matt Kenseth (2003)
- Kurt Busch (2004)

### Xfinity Series
- Greg Biffle (2002)
- Carl Edwards (2007)
- Ricky Stenhouse Jr. (2011, 2012)
- Chris Buescher (2015)

### Camping World Truck Series
- Greg Biffle (2000)

## Palmarès
Sprint Cup Series
- 2 volte  (2003, 2004)

Xfinity Series
- 5 volte  (2002, 2007, 2011, 2012, 2015)

Camping World Truck Series
- 1 volte  (2000)